# Eulogy
Az Eulogy a Fekete tükör című brit sci-fi sorozat harminckettedik epizódja, amit a sorozat showrunnere, Charlie Brooker és Ella Road írtak és Chris Barrett és Luke Taylor rendezett. 2025. április 10-én mutatta be a Netflix, a hetedik évad többi részével egyszerre.
Az epizód során egy idős férfi újraéli régi emlékeit egy régi barátnőjével kapcsolatosan, aki nemrég hunyt el. Mindez egy szolgáltatás keretén belül történik, hogy a gyászolók az emlékek alapján emlékezhessenek meg az elhunytról. Tapasztalatai során többet tud meg a nőről és arról, hogy milyen is volt a kapcsolatuk. Az epizódot nagyon jól fogadta a közönség és a kritika is, a hetedik évad illetve az egész sorozat legjobb részei közt tartják számon.

## Cselekmény
Phillip egy nap telefonhívást kap az Eulogy nevű cégtől. Közlik vele, hogy exbarátnője, Carol, akit már évtizedek óta nem látott, nemrégiben elhunyt, a család pedig szeretné felkérni, hogy fényképek segítségével járuljon hozzá egy digitális megemlékezéshez. Phillip eleinte nem nagyon akar benne részt venni, de a cég elküldi neki az eszközt, amellyel segíthet. Az apró, kör alakú eszközt a halántékára helyezve a Kalauz névre hallgató digitális asszisztens segít neki az emlékek keresésében és feltöltésében. Mivel olyan régi volt a kapcsolatuk, Phillipnek nincsenek digitális fényképei Carolról, akinek az arcát is képtelen már felidézni, ezért a padlásról hoz le egy dobozt, amelyben van három közös képük. A Kalauz segítségével virtuálisan megelevenednek a fényképek, amelyekbe be tudnak menni és Phillip el tudja magyarázni, hogy itt éppen mi történt és mit látunk. A három kép egyike sem használható, mert Carol arca egyiken sem látszik. Az elsőn a Kalauz felfedezi, hogy a Phillippel való megismerkedésekor a nő jegygyűrűt viselt, amiről Phillip állítása szerint nem tudott. A harmadik képen csak ő látható, ahogy nézi Carolt, ahogy egy szobában csellózik: tehetséges zenész volt, és emlékszik is arra, hogy mit játszott, ami a saját szerzeménye volt, ezért sajnos sehol nem lelhető fel.
Phillip most már hajlandóbb arra, hogy segítsen, és lehoz a padlásról még több képet - az egyetlen baj az, hogy az összes fotón vagy ki van satírozva Carol feje, vagy ki van vágva róla. Még a neki küldött képeslapokról is kihúzta az összes szöveget, amit írt. Kiderül, hogy három csodálatos évig voltak együtt, majd Carol szakított vele, és ő ezt tizenöt éven keresztül képtelen volt kiheverni, ami miatt teljesen tönkrement az élete. A fényképek tanulmányozásával aztán lassan kiderül az igazság: a kapcsolatuk alatt többször veszekedtek, főleg azért, mert Carol a zenei tehetsége miatt lehetőséget kapott arra, hogy Londonban játsszon, több hónapig, és el is utazott. Ezalatt csak leveleztek egymással, és a születésnapján Phillip, aki részeg volt, megcsalta őt, ami azonnal kiderült, mert a szokásával ellentétben most telefonon hívta fel. Később Phillip Londonba utazott, hogy meglepje azzal, hogy megkéri a kezét egy szép étteremben, de Carol egy szó nélkül otthagyta őt. A Kalauz ekkor közli vele, hogy mindez azért volt, mert Carol teherbe esett egy egyéjszakás kalandból, amibe bosszúból ment bele a férfi hűtlensége miatt. Azt is felfedi, hogy ő Carol lánya, jobban mondva az ő digitális mása, akinek az a feladata, hogy előszűrje az emlékeket, nehogy túl nagy traumát okozzon számára.
Phillip rájön, hogy volt nála egy kis eldobható fényképezőgép is, amit a londoni útra készített be, de végül soha nem használta. Egyetlen fénykép mégis készült, ami első látásra használhatatlan, hiszen őt ábrázolja, ahogy a sikertelen lánykérés után a szétvert hotelszobában kesereg. A padlón ekkor felfedez egy üzenetet, amit Carol hagyott neki, és amit sosem olvasott el. Ez ott van a mai napig az emlékei közt, amit ezután fel is bont. A levélben Carol bevallja, hogy félrelépett és hogy teherbe esett. Szeretné megtartani a gyereket, de azt is szeretné, ha Phillip részese maradna az életének. Arra kérte őt benne, hogy a következő próba után jöjjön el a színház hátsó bejáratához, hogy beszéljenek a jövőjükről, de azt is hozzáteszi, hogy meg fogja érteni, ha nem akar eljönni. Mivel Phillip sosem olvasta el a levelet, ezért Carol hiába várt rá aznap, és ezzel a kapcsolatuk egyszer és mindenkorra véget ért.
A felzaklatott Phillip előkeres egy kazettát, amelyen Carol csellózik, és ennek hatására végre képes lesz emlékezni a nő arcára. Elmegy Londonba a temetésre, ahol Carol lánya játszik csellón.

## Szereplők
| Szereplő           | Színész                            | Magyar hang      |
| ------------------ | ---------------------------------- | ---------------- |
| Phillip            | Paul Giamatti                      | Kerekes József   |
| Kalauz Kelly Royce | Patsy Ferran                       | Sodró Eliza      |
| Fiatal Phillip     | Declan Mason                       |                  |
| Fiatal Carol       | Hazel Monaghan Rebecca Ozer (hang) | Bérces Gabriella |
| Karthik            | Ramesh Nair                        |                  |
| Emma               | Ava Galindez                       |                  |
| Fotóelőhívó        | Paul Kissaun                       | Bácskai János    |
| Zeke               | Dominic Bruce-Radcliffe            |                  |
| Adam               | Michael Sotillo                    |                  |
| Amanda             | Sophie Dragon                      |                  |

## Készítése
Az epizód létrejöttéhez a "The Beatles: Get Back" című film szolgáltatta az inspirációt, amely nagyon hasonló módon, már meglévő kép- és hangfelvételek alapján bővítette ki a valóságot. Egy másik inspirációs tényező volt Charlie Brooker apjának halála, amelynek során a megemlékezéskor régi fényképeket vetítettek ki a falra. Felidézte, hogy ezekből a régi fényképekből kevesebb készült, mint a digitális korban, és tökéletlenek is voltak.

## Forráshivatkozások
1. ↑  Davis, Clayton: Why ‘Black Mirror’ Season 7 Might Be Its Best Shot at Emmy Gold (amerikai angol nyelven). Variety, 2025. április 10. (Hozzáférés: 2025. április 16.)
2. ↑  Urquhart, Jeremy: All 6 'Black Mirror' Season 7 Episodes, Ranked (angol nyelven). Collider, 2025. április 10. (Hozzáférés: 2025. április 16.)
3. ↑  „Inside the Bittersweet Ending to Black Mirror’s Emotional Episode ‘Eulogy’”, Netflix Tudum. [2025. április 12-i dátummal az eredetiből archiválva] (Hozzáférés: 2025. április 16.) (angol nyelvű)

## Fordítás
Ez a szócikk részben vagy egészben  az   Eulogy (Black Mirror) című angol Wikipédia-szócikk ezen változatának fordításán alapul.  Az eredeti cikk szerkesztőit annak laptörténete sorolja fel. Ez a jelzés csupán a megfogalmazás eredetét és a szerzői jogokat jelzi, nem szolgál a cikkben szereplő információk forrásmegjelöléseként.